# Municipio de Quiring
El municipio de Quiring (en inglés: Quiring Township) es un municipio ubicado en el condado de Beltrami en el estado estadounidense de Minnesota. En el año 2010 tenía una población de 70 habitantes y una densidad poblacional de 1,13 personas por km².

## Geografía
El municipio de Quiring se encuentra ubicado en las coordenadas 47°53′45″N 94°43′5″O / 47.89583, -94.71806. Según la Oficina del Censo de los Estados Unidos, el municipio tiene una superficie total de 62.02 km², de la cual 61,94 km² corresponden a tierra firme y (0,12 %) 0,08 km² es agua.

## Demografía
Según el censo de 2010, había 70 personas residiendo en el municipio de Quiring. La densidad de población era de 1,13 hab./km². De los 70 habitantes, el municipio de Quiring estaba compuesto por el 97,14 % blancos, el 1,43 % eran amerindios y el 1,43 % eran de una mezcla de razas. Del total de la población el 0 % eran hispanos o latinos de cualquier raza.